# 스티브 에이지

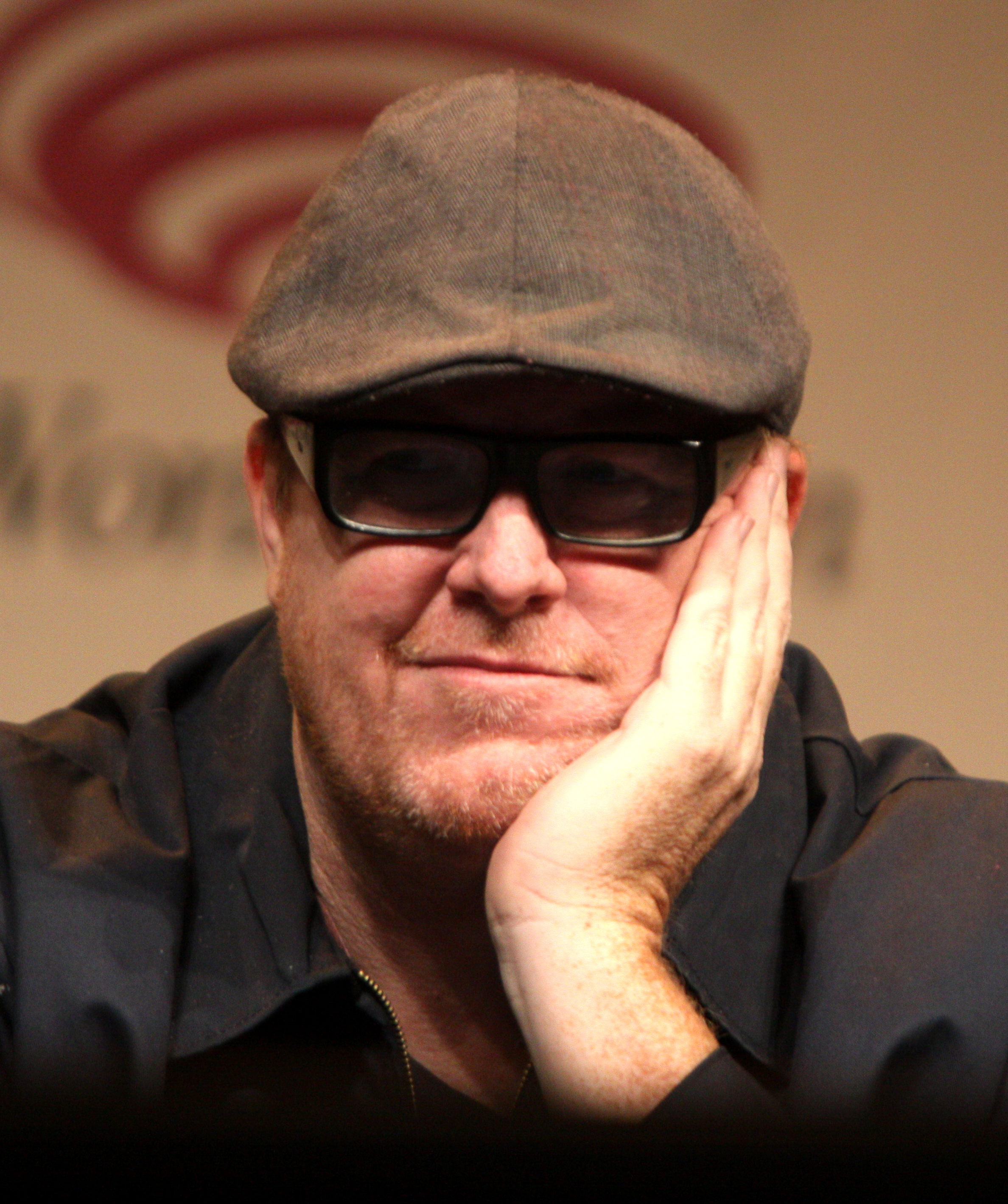

스티브 에이지(Steven Douglas Agee, 1969년 2월 26일 ~ )는 미국의 희극인, 각본가, 배우, 팟케스터이다.
리버사이드에서 태어났다.

## 출연 작품
- 더 수어사이드 스쿼드 (2021년) - 존 이코노모스 역
- 더 보이 (2019년) - EJ 역
- 하트랜드 (2016년)
- 디멘시아 (2015년)
- 다크 워즈 더 나이트 (2014년)
- 사라 실버맨: 위 아 미라클즈 (2013년)
- 딜링 위드 이디엇츠 (2013년) - 헤저카이어 역
- 히트 앤 런 (2012년)
- 앵그리 화이트 맨 (2011년)
- 슈퍼 (2010년)
- Sleeping Dogs Lie (2006)
- 블레어 윗치 패러디 (2000년)

### 텔레비전
- 사라 실버맨 프로그램 (2007년)
- 지미 키멜 라이브! (2003년) - 게스트 역